# 免許を要しない無線局
免許を要しない無線局（めんきょをようしないむせんきょく）は、電波法に基づく総務大臣の免許を必要としない無線局のことである。
免許不要局とも呼ばれる。
電波を利用する機器を使用するときには、原則として電波法第4条に基づき無線局の免許を受けなければならない。
免許を要しない無線局はこの例外として第4条および第4条の2に規定されている。
なお「免許を要しない無線局」とは、総務省令電波法施行規則第6条の見出しでもある。

## 種類
電波法第4条には、第1号から第4号までの4種類がある。
1. 発射する電波が著しく微弱な無線局であって総務省令に定めるもの

2. 26.9MHzから27.2MHzまでの周波数の電波を使用し、空中線電力が0.5W以下である無線局のうち総務省令で定めるものであつて、適合表示無線設備のみを使用するもの

3. 空中線電力1W以下である無線局のうち総務省令に定めるもので、総務省令に定める機能により他の無線局にその運用を阻害するような混信その他の妨害を与えないように運用することができるものでかつ、適合表示無線設備のみを使用するもの

4. 電波を発射しようとする場合において当該電波と周波数を同じくする電波を受信することにより一定の時間自己の電波を発射しないことを確保する機能を有する無線局その他無線設備の規格（総務省令で定めるものに限る。以下同じ。）を同じくする他の無線局の運用を阻害するような混信その他の妨害を与えないように運用することのできる無線局のうち総務省令で定めるものであつて、適合表示無線設備のみを使用するもので総務省令で定める区域内に開設するもの
第4条の2では、第1項に「本邦に入国する者が、自ら持ち込む無線設備（次章に定める技術基準に相当する技術基準として総務大臣が指定する技術基準に適合しているものに限る。）を使用して無線局（前条第3号の総務省令で定める無線局のうち、用途及び周波数を勘案して総務省令で定めるものに限る。）を開設しようとするときは、当該無線設備は、適合表示無線設備でない場合であつても、同号の規定の適用については、当該者の入国の日から同日以後90日を超えない範囲内で総務省令で定める期間を経過する日までの間に限り、適合表示無線設備とみなす。」とある。
第2項では「第3章に定める技術基準に相当する技術基準として総務大臣が指定する技術基準に適合している無線設備を使用して実験等無線局（科学若しくは技術の発達のための実験、電波の利用の効率性に関する試験又は電波の利用の需要に関する調査に専用する無線局をいう。以下同じ。）（前条第3号の総務省令で定める無線局のうち、用途、周波数その他の条件を勘案して総務省令で定めるものであるものに限る。）を開設しようとする者は、総務省令で定めるところにより、次に掲げる事項を総務大臣に届け出ることができる。」とある。
各号にある総務省令は電波法施行規則、促音の表記は原文ママ

### 第4条

#### 第1号
電波法制定当初から規定されている。
詳細は微弱無線局を参照。

#### 第2号
従前は簡易無線局であった市民ラジオが免許不要とされた。空中線電力は0.5W以下。
詳細は市民ラジオの制度を参照。

#### 第3号
空中線電力1W以下の適合表示無線設備による。
電波法令上に文言は無いが「小電力」と称する無線局が含まれていることから、通称として小電力無線局と呼ばれる、詳細はそちらを参照。

#### 第4号
第1号から第3号のものと異なり、総務大臣に無線局の登録を申請し無線局登録状の交付を受けた後でなければ使用できない。
詳細は登録局を参照。

### 第4条の2

#### 第1項
訪日外国人が持ち込むWi-Fi端末やBluetooth機器等について、所定の条件を満たす機器を適合表示無線設備とみなして国内利用できるとするものである。
対象となる機器は、電波法施行規則第6条の2の3に規定する次のもの。
2025年（令和7年）1月21日現在
1. 特定小電力無線局
(1) テレメーター用、テレコントロール用及びデータ伝送用（周波数帯の条件あり）
(2) 移動体識別用（同上）
(3) ミリ波レーダー用（同上）
(4) 移動体検知センサー用（同上）
2. 小電力データ通信システムの無線局（同上）

3. 超広域無線システムの無線局（周波数帯および占有周波数帯幅の条件あり）

4. 5.2GHz帯高出力データ通信システムの陸上移動局（告示に規定するものに限る。）
入国日から90日以内の制限がある。
- 外国から持ち込まれた携帯電話端末やBWA端末が日本で使用できるのは特定無線局とみなす制度によるもので、法的根拠は異なる。特定無線局#特定無線局と通信の相手方を同じくする外国の無線局も参照。

#### 第2項
小電力無線局用の適合表示無線設備に相当する機器による実験・試験・調査をするには、従前は実験試験局として免許取得を要したが、これを届出により使用できるようにした制度で技適未取得機器を用いた実験等の特例という。
対象となる機器は、電波法施行規則第6条の2の4に規定する次のもの。
2025年（令和7年）1月21日現在
1. 特定小電力無線局
(1) テレメーター用、テレコントロール用及びデータ伝送用（周波数帯の条件あり）
(2) 移動体識別用（同上）
(3) ミリ波レーダー用（同上）
(4) 移動体検知センサー用（同上）
2. 小電力データ通信システムの無線局（同上）

3. デジタルコードレス電話の無線局（周波数帯および占有周波数帯幅の条件あり）

4. 5.2GHz帯高出力データ通信システムの陸上移動局
届出日から180日以内の制限があり、同一目的の実験等で再度の届出はできない。

## 操作
無線設備の操作に無線従事者を要しない「簡易な操作」を規定する電波法施行規則第33条1号には「法第4条第1号から第3号までに規定する免許を要しない無線局の無線設備の操作」がある。
また、電波法第4条の2第1項および第2項に対象となる無線局は「前条第3号の総務省令で定める無線局のうち、用途及び周波数を勘案して総務省令で定めるもの」に限られる。
これら無線局の操作に無線従事者は不要である。
これ以外の、つまり登録局については種別毎に異なるので詳細は登録局#操作を参照。
「法」は電波法の略

## 沿革
1950年（昭和25年）- 電波法制定、微弱無線局について規定
1983年（昭和58年）- 市民ラジオが追加
1987年（昭和62年）- 小電力無線局が追加、空中線電力は0.01W以下
2004年（平成16年）- 登録局が追加
2011年（平成23年）- 小電力無線局の空中線電力が1W以下に
2016年（平成28年）- 訪日外国人の持ち込む機器を免許不要局とする規定が追加
2019年（令和元年）- 電波法第4条に規定していたものが第4条および第4条の2に規定するものとなり、技適未取得機器を用いた実験等の特例が制度化

## 諸外国の類似規格
日本以外の免許不要の無線システムには以下のものがある。 
周波数が異なるためこれら諸外国の機器は日本で使用できない。

### 米国
米国では免許を要しない無線システムとして以下のものがある。免許は不要だが一部を除き連邦通信委員会（FCC）により認証された機器を使用するものである。
- Radio Control Radio Service (R/C)
  - 26 - 27MHz帯 : 最大出力 4W（27.255MHzは25W）
  - 72MHz帯及び75MHz帯 : 最大出力 0.75W
- Citizens Band Radio Service (CB))
  - 26 - 27MHz帯 : 最大出力 4W (A1D、A3E)、12W (H1D、J1D、R1D、H3E、J3E、R3E)
- Family Radio Service（英語版） (FRS)
  - 462MHz帯及び467MHz帯 : 最大ERP 0.5W
- Low Power Radio Service (LPRS)
  - 216MHz帯 : 最大出力 0.1W
- Wireless Medical Telemetry Service（英語版） (WMTS)
  - 608 - 614MHz : 3mの距離の最大電界強度200mV/m
  - 1395 - 1400MHz及び1427 - 1429.5MHz : 3mの距離の最大電界強度 740mV/m
- Medical Device Radiocommunications Service（英語版）(MICS)
  - 402 - 405MHz : 最大EIRP25μW
- Multi-Use Radio Service（英語版） (MURS)
  - 151MHz帯及び154MHz帯 : 最大出力 2W
- Personal Locator Beacon (PLB)
  - 406.0 - 406.1MHz
- eXtreme Radio Service（英語版） (eXRS)
  - 900MHz帯
  - 最大EIRP：1W
- unlicensed personal communications services (PCS devices) 
  - 1920 - 1930MHz
- unlicensed National Information Infrastructure devices (U-NII) 
  - 5.15 - 5.35GHz、5.47 - 5.725GHz、5.725 - 5.825GHz
- unlicensed ultra-wideband transmission systems (UWB)

### CEPT加盟国
以下のシステムは欧州郵便電気通信主管庁会議（CEPT）が免許不要の無線システムとして共通化を進めているものである。SRDは「Short Range Devices」である。
- Inductive SRD applications in 26.957 - 27.283MHz
  - 42dBμA/m at 10m
- SRD used for detection of Avalance Victims - 457kHz
  - 7dBμA/m at 10m
- Non-Specific SRD in band 433.050 - 434.790MHz
  - 10mW e.r.p. : 433.050 - 434.790MHz
  - 1mW e.r.p.-13dBm/10kHz 帯域250kHz以上 : 433.050 - 434.790MHz
  - 10 mW e.r.p. : 434.040 - 434.790MHz
- Non-specific SRD in 26.957 - 283MHz
  - 42dBμA/m at 10m または 10mW e.r.p.
- Non-specific SRD in 40.660 - 40.700MHz
  - 10mW e.r.p.
- Non-specific SRD in 868.0 - 868.6MHz, 868.7 - 869.2MHz, 869.4 - 869.65MHz, 869.7 - 870.0MHz
  - 25mW e.r.p. : 868.0 - 868.6MHz
  - 25mW e.r.p. : 868.7 - 869.2MHz
  - 500mW e.r.p. : 869.4 - 869.65MHz
  - 5mW e.r.p. : 869.7 - 870.0MHz
- Radio-LAN SRDs in 2400 - 2483.5MHz
  - 100mW e.i.r.p : 直接スペクトル拡散のときの最大スペクトル電力密度 -20dBW/1MHz、周波数ホッピングスペクトル拡散のときの最大スペクトル電力密度 -10dBW/100kHz
- Movement Detection and Alert SRDs in 2400 - 2483.5MHz
  - 25mW e.i.r.p.
- Alarm SRDs in 868.60 - 868.7MHz, 869.25 - 869.3MHz, 869.65 - 869.7MHz
  - 10mW e.r.p. : 868.60 - 868.7MHz
  - 10mW e.r.p. : 869.25 - 869.3MHz
  - 25mW e.r.p. : 869.65 - 869.7MHz
- Model control SRDs in 26.995, 27.045, 27.095, 27.145 and 27.195MHz
  - 100mW e.r.p.
- Flying Model control SRDs in 34.995 - 35.225MHz
  - 100mW e.r.p.
- Model control SRDs in 40.665, 40.675, 40.685 and 40.695MHz
  - 100mW e.r.p.
- Inductive SRD applications in 9 - 59.750kHz, 59.750 - 60.250kHz, 60.250 - 70kHz, 70 - 119kHz, 119 - 135kHz
  - 72dBμA/m at 10m (at 30kHz descending 3dB/oct) : 9 - 59.750kHz
  - 42dBμA/m at 10m : 59.750 - 60.250kHz
  - 72dBμA/m at 10m (at 30kHz descending 3dB/oct) : 60.250 - 70kHz
  - 42dBμA/m at 10m : 70 - 119kHz
  - 72dBμA/m at 10m (at 30kHz descending 3dB/oct) : 119 - 135kHz
- Inductive SRD applications in 7400 - 8800kHz
  - 9dBμA/m at 10m
- Medical Implant SRDs in 402 - 405MHz
  - 25μW e.r.p.
- Wireless Audio SRD Applications in 863 - 865MHz
  - 10mW e.r.p.
- CEPT PR 27 radio equipment
  - 26.965 - 27.405MHz、4W
- PMR446 (Private Mobile Radio）（英語版）
  - 446.1 - 446.2MHz、0.5W
- LPD433 (Low Power Device）（英語版）
  - 433.075 - 434.775MHz、10mW

注 CEPT加盟国であっても導入されていない場合がある。